# Célestes
Les Célestes (« The Celestials » en VO) est le nom d'un groupe d'entités cosmiques de fiction évoluant dans l'univers Marvel de la maison d'édition Marvel Comics. Créés par Jack Kirby, les Célestes apparaissent pour la première fois dans le comic book Eternals (vol. 1) #1 en juillet 1976.
Entités extraterrestres dotés d'une incroyable puissance et possédant une apparence humanoïde gigantesque, les Célestes font partie des plus anciennes créatures de l'univers Marvel et sont notamment les créateurs des espèces des Éternels et des Déviants.
Débutant à l'Âge de bronze des comics, ils paraissent dans des publications Marvel depuis quatre décennies. Ils apparaissent également dans diverses formes de produits dérivés, tels que les cartes à échanger.

## Description
Les Célestes constituent une race d'êtres sidéraux qui manifestent leurs énergies à l'intérieur de « coquilles physiques », la plupart apparaissant sous la forme d'une armure humanoïde gigantesque. La majorité des Célestes mesure environ 600 m de haut, voire plus pour certains. Ils possèdent tous le Pouvoir cosmique à un niveau inconnu.
Les Célestes communiquent rarement, mais envoient généralement des représentants pour parler en leur nom. Chaque Céleste est équipé pour une certaine tâche ou une mission spéciale.

## Histoire fictionnelle
Les Célestes ont visité la Terre à quatre reprises. Ces quatre visites ont été désignées sous le terme d'« Armées Célestes » (Celestial Host en anglais) :
- la première Armée Céleste eut lieu il y a environ 1 million d'années, afin de faire des expériences sur l'être humain. En découlèrent deux races : les Éternels et les Déviants. Le génome humain fut aussi altéré afin de pouvoir donner naissance à des mutations bénéfiques[2] ;
- la deuxième Armée Céleste eut lieu il y a environ 25 000 ans, afin de constater les résultats de leurs précédentes expériences. Trouvant l'orientation de la technologie des Déviants contre-productive, les Célestes détruisirent leur capitale, Lémuria. La répercussion de cette destruction provoqua un déplacement de la plaque tectonique terrestre, contribuant au naufrage du continent d'Atlantis[2] (le futur foyer de Namor) dans l'océan Atlantique ;
- la troisième Armée Céleste eut lieu il y a environ 1 000 ans, afin d'inspecter les progrès réalisées par la race humaine. Le site d'atterrissage des Célestes fut organisé par les Éternels, en liaison avec les Incas du Pérou. Les Célestes furent accueillis par les Éternels et par un contingent des dieux mythologiques de la Terre — les dieux Olympiens et Asgardiens, notamment Zeus et Odin qui les défièrent, contestant le droit des Célestes à intervenir dans les affaires de la Terre. Le résultat de cette rencontre, perdue par les dieux de la Terre, fut que ceux-ci durent renoncer à s'occuper des affaires humaines[2] ;
- la quatrième Armée Céleste a eu lieu au cours des récentes dernières années, vers la fin du XXe siècle, afin de juger des mutations provoquées chez les hommes et de leurs effets dans leur société maintenant que le matériel ADN en sommeil pour les mutations bienveillantes a été activé par la hausse mondiale du niveau du rayonnement terrestre. Les Célestes jugèrent l'humanité apte à survivre. Un groupe de douze êtres humains, représentant les grandes réalisations de l'humanité, accompagnèrent les Célestes lorsqu’ils quittèrent la Terre[2].

On sait que les Célestes ont également visité de nombreuses autres planètes afin d'effectuer des expérimentations génétiques similaires. Par exemple, la race Skrull est elle-aussi connue pour être le résultat d'une expérience des Célestes. Retournant juger beaucoup de ces planètes, la Terre fait apparemment partie de celles d'entre elles que les Célestes ont jugé favorablement et qui donc n'a pas été détruite, car ne représentant pas une menace pour l'univers.

## Membres
Le nombre des Célestes est inconnu. Mais une dizaine d'entre-eux est déjà venue dans le système solaire :
- Arishem, le Juge
- Gammenon, le Coordinateur
- Jemiah, l’Analyseur
- Tefral, le Géomètre (l’Arpenteur)
- Nezarr, le Calculateur
- Oneg, le Sondeur
- Hargen, le Mesureur
- Eson, le Chercheur
- Ziran, le Testeur
- Devron, l’Expérimenteur
- Gamiel, le Manipulateur
- Scathan, l’Approuveur
- Exitar, l’Exterminateur
- Ashema, la Veilleuse
- le Collecteur de monolithes
- le Céleste bleu (nom inconnu)
- le Céleste rouge (nom inconnu)

On ne sait pas précisément combien de Célestes existent actuellement. Même le nombre exact de Célestes venus sur Terre lors de la quatrième Armée Céleste reste un mystère. Neuf d'entre eux étaient connus par leur nom et leur fonction ; d'autres ont été aperçus mais pas identifiés. Cette Armée Céleste était dirigée par l’entité connue sous le nom de « The One Above All » (« Celui [qui est] au-dessus des autres »),, un Céleste resté à bord du vaisseau-mère en orbite pendant le séjour de l’Armée Céleste sur Terre. Le chef de l'équipe qui a débarqué sur Terre était Arishem.
Il existe un autre Céleste nommé Tiamut, le Céleste rêveur, aussi nommé le Grand renégat ou l’Apostat. Lors de la deuxième Armée Céleste, Tiamut se révolta contre ses pairs ; ces derniers l'immobilisèrent et le condamnèrent à dormir, enseveli sous une montagne en Californie. Il fut retrouvé par l’Éternel Sprite (en) qui désirait utiliser sa puissance pour refaçonner la réalité. Tiamut se leva et demeure depuis immobile, attendant de juger l'humanité. Seul l'Éternel Makkari peut communiquer avec lui.
Bien que Tiamut prétende que les Célestes ne peuvent pas tuer d'autres Célestes (on ignore toutefois s'il s'agit d'un code moral ou d'une aptitude physique), une base scientifique nommée Knowhere (en) a été installée dans la tête tranchée d'un Céleste au fin fond de l'Univers, ce qui laisse penser que ce n'est pas le cas. De plus, les Éternels possèdent un enregistrement d'une lutte entre plusieurs Célestes, au cours de laquelle l'un d'entre eux fut détruit et converti en énergie pure par une arme, actuellement gardée dans la Pyramide des Vents par Ikaris, un Éternel.

## Pouvoirs et capacités
Les Célestes sont les entités cosmiques parmi les plus puissantes de l'univers Marvel. L’étendue de leurs pouvoirs n’est pas connue avec précision ; particulièrement impressionnante, elle leur a valu auprès de certaines espèces, notamment les Éternels et les Déviants, le surnom de « Dieux de l’espace ».
- Les Célestes peuvent se déplacer dans l'espace à très grande vitesse et peuvent manipuler la matière, l'énergie et même la réalité. Leur niveau de puissance et de technologie semble similaire à celui de Galactus, celui-ci ayant déjà agi de concert avec les Célestes mais s'étant aussi confronté à eux. Le scientifique Red Richards a émis l'hypothèse que la source de puissance des Célestes est l'hyperespace lui-même (la source de toute l'énergie de l'univers Marvel)[6].
- Les Célestes possèdent une connaissance quasi-absolue en génétique ainsi que dans toutes les matières scientifiques, chacun d'entre eux ayant une spécialité ; par ailleurs, ils maîtrisent une technologie de pointe inconnue qui est l'une des plus sophistiquée dans l'univers[2].
- Même s'ils sont blessés (et ceci n'est arrivé qu'en de rares occasions)[6],[7], les Célestes peuvent guérir en un instant[8].
- Les Célestes sont suffisamment puissants pour liquéfier l'armure du Destructeur (alors alimentée par l'essence vitale de tous les Asgardiens et dirigée par le dieu Odin)[9], déplacer des planètes à volonté[10] ou même créer et contenir des univers de poche (en) entiers[11].
- Lors de la quatrième Armée Céleste, chaque Céleste a résisté à une attaque frontale face à la puissance combinée des Éternels et des Asgardiens[4]. Par ailleurs, Arishem a démontré posséder une puissance suffisante pour sceller définitivement les portails dimensionnels de la Terre vers les royaumes divins[4].
- Les Célestes se sont montrés capables de tromper les sens de l’entité cosmique nommée le Beyonder, lui faisant croire non seulement à l’existence d’un monde natif des Célestes mais aussi à sa victoire sur un ensemble de Célestes[4].
- Des rencontres ultérieures avec les Célestes ont montré que certains d’entre eux se trouvaient simultanément en des lieux différents ; par exemple, Arishem était présent avec la quatrième Armée Céleste sur Terre alors que dans le même temps il était en train de juger la planète Pangoria, et la « Planète des mutants » depuis plusieurs années ; tout comme Exitar, qui apparut sur Pangoria pour exécuter le jugement d’Arishem alors qu'il concentrait depuis des millions d’années son énergie dans le cadre d'un conflit entre les Célestes et les Gardiens (selon les dires de ces derniers)[4]. Les Célestes sont donc soit dotés du pouvoir d’ubiquité, soit ils ont réussi à maîtriser totalement le voyage dans le temps, échappant au glissement vers des réalités alternatives habituellement constatées lors de ce genre de voyages[4].
- Une autre indication de leur puissance est que, lorsque la quatrième Armée Céleste quitta la Terre, les Célestes effacèrent toute trace de leur présence (récente et passée) dans l'esprit et les enregistrements des mortels. Depuis, seuls les Éternels, les Déviants, les dieux de la Terre et une poignée d'êtres humains sont encore conscients de leur existence et se souviennent de la nature de leurs visites[2],[4].

Compte tenu de l’expérience de la deuxième Armée Céleste et de son combat contre le Céleste rêveur, il semble que les Célestes ne soient ni totalement invincibles, ni indestructibles. Par ailleurs, lors de la troisième Armée Céleste, les Célestes ont utilisé leur puissance combinée afin de tuer un de leurs frères, à cause de la violation d'un code de conduite par celui-ci.
À deux reprises, l’armure des Célestes a pu être coupée ou ébréchée par une arme forgée dans le métal mystique uru :
- avec l’épée d’Odin maniée par le Destructeur[4] ;
- avec Mjollnir utilisé par Thor. Voulant attirer leur attention alors qu'ils étaient en train de juger la planète Pangoria, Thor parvient à entamer l'armure du Céleste Exitar avec un maître-coup de son marteau mystique. Entrant à l'intérieur du Céleste, il arrive a proximité de son « cerveau », dont l'enveloppe se révèle être quasi indestructible. Thor est alors contraint d'utiliser la puissance divine de sa force vitale asgardienne, concentrée dans son marteau mystique, pour générer une rafale d'énergie hors-norme afin de briser cet écran[12]. Il y parvient, mais Mjollnir est détruit dans le processus[12],[13]. Il atteint alors au cerveau du Céleste, mais est finalement téléporté hors du corps d'Exitar. Peu après, un envoyé des Célestes, ayant pris l’apparence de Thor, lui recrée son marteau en un instant et l'expulse de ce monde[12].

Jusqu'à présent, seul l’uru semble être un matériau capable d’abîmer ainsi l'armure des Célestes.
Le Titan Thanos, brandissant le Gantelet de l'infini, a classé le pouvoir des Célestes comme étant à peu près à la même échelle de puissance que Galactus, l'Étranger, Odin et Zeus, mais en dessous de Mistress Love (en), Lord Chaos (en) et Master Order (en).

## Homonymes
- L’expression « les Célestes » peut aussi désigner un ensemble de la population chinoise[15].
- Les Célestes sont aussi le nom d'un peuple de l'univers étendu de Star Wars.